# Dark: Cycle 2 (Original Music from the Netflix Series)
Dark: Cycle 2 (Original Music from the Netflix Series) è la settima colonna sonora del musicista australiano Ben Frost, pubblicata il 16 agosto 2019 dalla Invada Records e dalla Lakeshore Records.

## Tracce
1. Schwarze materie – 2:58
2. Winden 2053 – 2:40
3. Bootstrap – 5:04
4. Alles in einer endlosen schleife – 1:57
5. Die reisenden 1 – 3:11
6. Du bist ein so guter mensch – 5:02
7. Jeder bekommt was er verdient – 2:24
8. Die apokalypse muss kommen – 3:06
9. Wir haben keine zeit mehr – 4:43
10. Die reisenden 2 – 2:45
11. Ich dachte, ich haette mehr zeit – 5:32
12. Folge dem signal – 3:03
13. Der weisse teufel – 3:38

Tracce bonus nell'edizione digitale
1. Wiederkehr – 2:28
2. Jonas uhren – 2:28
3. Der schmerz sein schiff, das verlangen sein kompass – 1:29
4. Deja vu – 2:33
5. Winden 1921 – 3:47
6. My Only Aim Is to Take Many Lives, the More the Better I Feel – 2:41
7. Alles ist miteinander verbunden (für klavier) – 2:35
8. Der zweite zyklus – 3:19

## Formazione
Musicisti
- Ben Frost – strumentazione
- Sinfonietta Cracovia – orchestra
- Petter Ekman – arrangiamento e direzione orchestra
- Ólafur Björn Ólafsson – percussioni
- Liam Byrne – viola da gamba
- Borgar Magnason – assolo di contrabbasso
- Francesco Fabris – programmazione aggiuntiva

Produzione
- Ben Frost – produzione, registrazione aggiuntiva
- Lewis Morison – produzione, montaggio, produzione aggiuntiva
- Daniel Rejmer – registrazione
- Piotr Witkowski – registrazione
- Tony Miln – produzione aggiuntiva
- Felipe Gutierrez – produzione aggiuntiva
- Ben Hirst – produzione aggiuntiva
- Shawn Joseph – mastering